# Frank Kelso

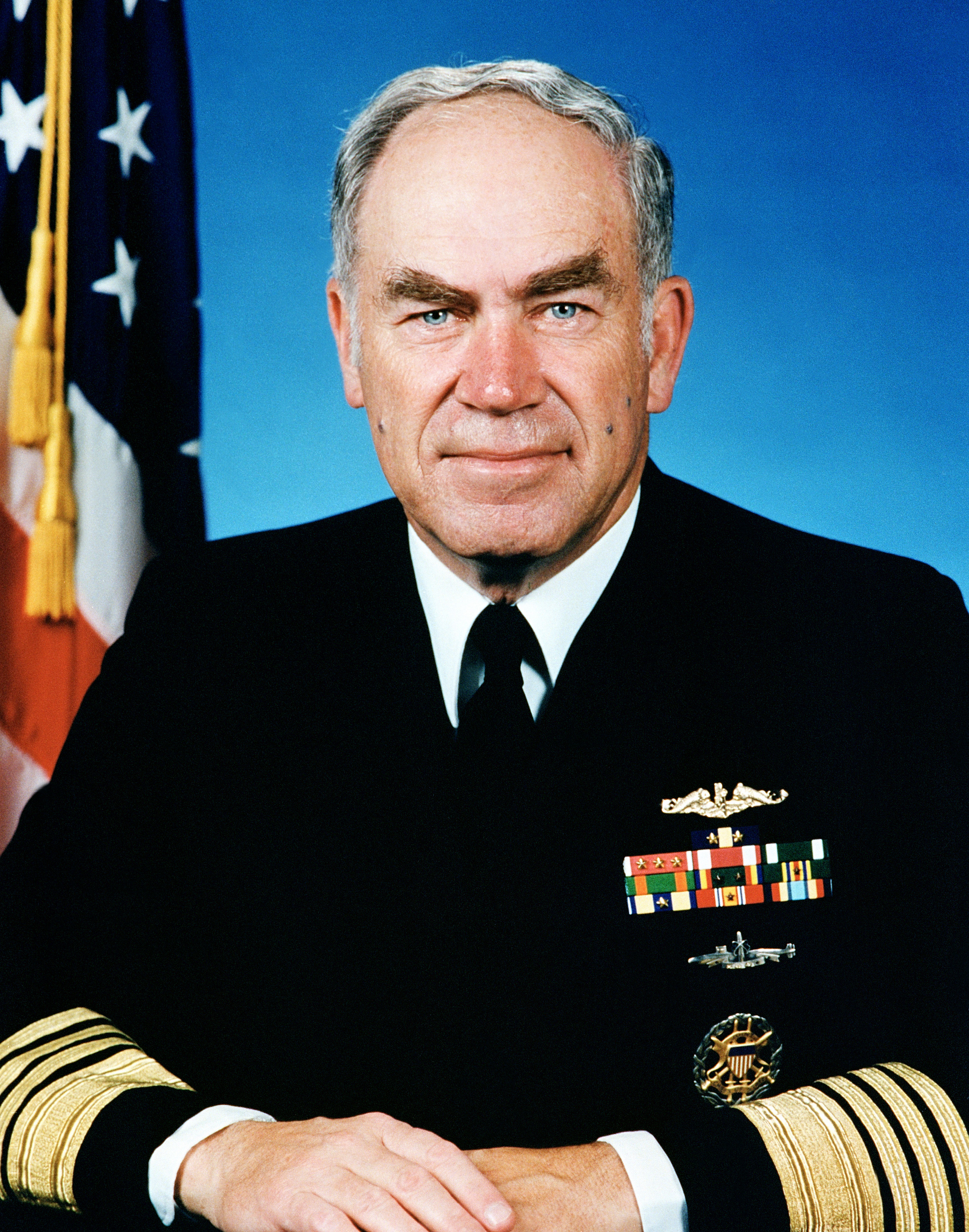
Almirante Frank Kelso.

Benton Frank Kelso II (11 de julio de 1933 - 23 de junio de 2013) fue un almirante retirado de la Marina de Estados Unidos, quien se desempeñó como Jefe de Operaciones Navales (CNO) en la década de 1990. Kelso murió el 23 de junio de 2013 en su ciudad natal, Fayetteville, Tennessee.

## Primeros años
Kelso fue un nativo de Fayetteville, Tennessee, asistió a la escuela pública y a la Universidad del Sur en Sewanee, Tennessee, antes de entrar en la Academia Naval de los EE. UU. en 1952.

## Carrera militar
Después de su graduación en 1956, Kelso sirvió en el buque de carga USS Oglethorpe (AKA-100) antes de asistir a la Escuela de Submarinos en 1958.
Al terminar su formación, fue asignado al submarino Sabalo (SS-302) antes de regresar a la Escuela de Submarinos en enero de 1960 para formarse en energía nuclear. Después trabajó un año en el Departamento de Energía Nuclear de la escuela. Posteriormente colaboró en el precomisionado del Pollack (SSN-603), fue Oficial de Ingeniería a bordo del Daniel Webster (SSBN-626) y Segundo Comandante del Sculpin (SSN-590).